# Bathygobius lineatus
 Bathygobius lineatus és una espècie de peix de la família dels gòbids i de l'ordre dels cipriniformes que es troba a les Illes Galápagos i el Perú. També és present al Pacífic oriental central.